# Marshall Clagett
Marshall Clagett (* 23. Januar 1916 in Washington, D.C.; † 21. Oktober 2005 in Princeton, New Jersey) war ein auf Archimedesforschung spezialisierter US-amerikanischer Wissenschaftshistoriker.
Marshall Clagett studierte am California Institute of Technology und an der George Washington University, wo er 1937 graduiert wurde. 1941 erhielt er den Doktortitel und lehrte an der Columbia University. Von 1941 bis 1946 diente er in der US Navy, die er im Rang eines Lieutenant Commander verließ. Nach der Armeezeit kehrte Clagett an die Columbia University zurück und lehrte Geschichte und Wissenschaftsgeschichte. 1947 wechselte er an die University of Wisconsin, wo er 1954 zum Professor für Wissenschaftsgeschichte ernannt wurde. Von 1959 bis 1964 leitete er das universitätseigene Institute for Research in the Humanities. 1964 wechselte er schließlich an das Institute for Advanced Study in Princeton, wo er bis zu seiner Emeritierung 1986 als Professor an der School of Historical Studies wirkte.
Clagetts Forschungen hatten zwei Schwerpunkte: Zum einen war Clagett einer der renommiertesten Archimedesforscher. Vor allem die Erforschung der Archimedesrezeption im Mittelalter lag ihm am Herzen. So war sein wissenschaftliches Hauptwerk auch das fünfbändige Archimedes in the Middle Ages, dessen erster Band 1964 erschien, der letzte erst 20 Jahre später, 1984. Clagetts Leistung bestand vor allem darin, das Nachleben und die Rezeption Archimedes’ von der Antike, über das byzantinische Reich und das europäische Mittelalter bis in die Renaissance zu verfolgen. Zweiter Schwerpunkt der Arbeit war die Wissenschaftsgeschichte des alten Ägyptens. Hier veröffentlichte Clagett seit 1989 die auf vier Bände angelegte Reihe Ancient Egyptian Science. A Source Book. Am letzten und vierten Band arbeitete er zum Zeitpunkt seines Todes. Clagett befasste sich auch mit der mittelalterlichen Überlieferung der Elemente von Euklid und unterschied als einer der Ersten beim ersten Übersetzer ins Lateinische Adelard von Bath drei Versionen.
1956 wurde Clagett in die American Academy of Arts and Sciences gewählt. Seit 1960 war er Mitglied der American Philosophical Society. Er wurde 1980 mit der George-Sarton-Medaille und 1981 mit der Koyré-Medaille ausgezeichnet.

## Schriften
- Greek Science in Antiquity 1955, Dover Press, Dover 2000
- Archimedes in the Middle Ages, 5 Bände, 1964–1984 (Band 1, Madison, Wisconsin 1964)
- als Herausgeber mit Gaines Post und Robert Reynolds: Twelfth-Century Europa and the Foundations of Modern Society. Madison (Milw.)/London 1966.
- Ancient Egyptian Science. A source book, 3 Bände, American Philosophical Society, 1989–1999
- The Science of Mechanics in the Middle Ages, Madison, Wisconsin 1959